# Wladimir Borzow
Wladimir Borzow (kasachisch Владимир Борцов, * 10. Juli 1974 in Schtschutschinsk) ist ein ehemaliger kasachischer Skilangläufer.

## Werdegang
Borzow, der für den ZSKA Schtschutschinsk startete, gewann bei den Winter-Asienspielen 1996 in Harbin die Bronzemedaille über 15 km Freistil, die Silbermedaille über 10 km klassisch und die Goldmedaille mit der Staffel. Im März 1996 erreichte er in Oslo mit dem 34. Platz über 50 km klassisch seine beste Einzelplatzierung im Weltcup. Bei den Olympischen Winterspielen 1998 in Nagano lief er auf den 50. Platz über 30 km klassisch, auf den 45. Rang über 50 km Freistil und zusammen mit Pawel Rjabinin, Andrei Newsorow und Witali Lilitschenko  auf den 16. Platz in der Staffel. Seine besten Platzierungen bei den nordischen Skiweltmeisterschaften 1999 in Ramsau am Dachstein waren der 39. Platz über 30 km Freistil und der 12. Rang in der Staffel. Bei den nordischen Skiweltmeisterschaften 2001 in Lahti belegte er den 66. Platz im Skiathlon, den 59. Rang über 15 km klassisch und jeweils den 47. Platz über 50 km Freistil und im Sprint. Seine letzten internationalen Rennen absolvierte er im folgenden Jahr bei den Olympischen Winterspielen in Salt Lake City. Dort lief er auf den 49. Platz im Sprint und auf den 46. Rang im 30-km-Massenstartrennen.

## Teilnahmen an Weltmeisterschaften und Olympischen Winterspielen

### Olympische Winterspiele
- 1998 Nagano: 16. Platz Staffel, 45. Platz 50 km Freistil, 50. Platz 30 km klassisch
- 2002 Salt Lake City: 46. Platz 30 km Freistil Massenstart, 49. Platz Sprint Freistil

### Nordische Skiweltmeisterschaften
- 1999 Ramsau am Dachstein: 12. Platz Staffel, 39. Platz 30 km Freistil, 43. Platz 50 km  klassisch, 54. Platz 15 km Verfolgung, 70. Platz 10 km klassisch
- 2001 Lahti: 47. Platz 50 km Freistil, 47. Platz Sprint Freistil, 59. Platz 15 km klassisch, 66. Platz 20 km Skiathlon